# Kvitblik
Kvitblik est une localité du comté de Nordland, en Norvège.

## Géographie
Administrativement, Kvitblik fait partie de la kommune de Fauske.